# 야스민 (가수)
야스민(Yasmin, 1988년 12월 21일 ~ )은 스코틀랜드의 싱어송라이터, DJ이다.